# ТЕРФ
ТЕРФ је скраћеница за транс-искључујуће радикалне феминисткиње (од trans-exclusionary radical feminists). Први пут забележен 2008., термин се првобитно односио на мањину феминисткиња које су заступале ставове које су друге феминисткиње сматрале трансфобичним, као што је одбацивање тврдње да су транс жене - жене, те искључивале транс жене из женских простора и противиле се трансродним правима. Значење се од тада проширило и односи се на људе са транс-искључујућим ставовима који можда немају везе са радикалним феминизмом.
Они на које се односи реч ТЕРФ обично одбацују термин или га сматрају увредом; неки се идентификују као родно критични. Критичари речи ТЕРФ кажу да је употребљена на превише широк и увредљив начин, уз насилну реторику. У академском дискурсу нема консензуса о томе да ли ТЕРФ представља увреду или не.

## Настанак скраћенице и њена употреба
Транс-инклузивна цисродна блогерка Вив Смит сматра се заслужном за популаризацију израза 2008. године. Коришћен је за опис мањине феминисткиња које заговарају ставове које друге феминисткиње сматрају трансфобичним, укључујући одбацивање става, преовлађујућег у феминистичким организацијама, да су транс жене  - жене, те противљење трансродним правима и искључење транс жена из женских простора и организација.
Смит се наводи као ауторка скраћенице ТЕРФ због блога који је написала реагујући на правилник Мичигенског женског музичког фестивала који је забрањивао приступ транс женама. Написала је да је одбацила сврставање свих радикалних феминисткиња са „транс-искључујућим радфем (ТЕРФ) активисткињама”. У интервјуу за „TransAdvocate” 2014, Смит је рекла:
Та реч је требало да буде технички и неутралан опис активистичке групације. Желели смо да на неки начин разликујемо припаднице ТЕРФ идеологије од осталих радикалних феминисткиња са којима смо биле у контакту, а које су транс-инклузивне или неутралне, јер смо имали вишегодишњу историју продуктивне и садржајне сарадње са не-ТЕРФ радикалним феминисткињама.
Иако је Смит у почетку користила ТЕРФ за означавање одређене врсте феминисткиње коју је окарактерисала као „неспремну да препозна транс жене као сестре”, приметила је да је тај израз попримио додатне конотације те су га инклузивне и искључујуће групе повремено користиле „као средство обрачуна”.
Пишући за Њујорк тајмс 2019. године, феминистичка теоретичарка Софи Луис приметила је да је израз ТЕРФ постао термин за све анти-трансродне феминисткиње, без обзира на то да ли су радикалне. Еди Милер, која је писала у часопису „The Outline”, рекла је да се израз примењивао на већину људи који подржавају транс-искључујућу политику која следи одређену ТЕРФ логику, без обзира на њихову умешаност у радикални феминизам. Пишући на сајту salon.com, Лена Вилсон је прокоментарисала да је видела израз „ТЕРФовски” који се користи за означавање свега што квир миленијалци сматрају да није кул.

## Противљење изразу
Феминисткиње описане као ТЕРФ генерално се противе том термину и понекад се називају родно-критичним. Године 2017, британска колумнисткиња Сара Дитум написала је да је граница да вас неко назове ТЕРФ изузетно ниска као одговор на коментаре тадашње водитељке Женског сата, Џени Муреј и нигеријске књижевнице Чимаманде Нгози Адичи.
Неке самоописане родно критичне феминисткиње кажу да се не могу прецизно описати као транс-искључујуће, јер наводе да укључују трансродне мушкарце. Често ове феминисткиње за трансродне мушкарце кажу да су жене. Пишући за „Socialist Worker”, америчке феминисткиње Данел Вилдер и Кори Вестинг изјавиле су да је ово становиште „поларизујуће и контрадикторно”, те да представља трансмизогинистичку идеологију.
У чланку из 2015, америчка феминисткиња Бони Џ. Морис тврдила је да је ТЕРФ у почетку био легитиман аналитички израз, али се брзо развио у погрдну реч која се повезује са сексистичким увредама. Описала је реч као симбол неразрешених тензија између Л и Т фракција наше ЛГБТ заједнице и позвала научнике и новинаре да је престану користити.
Британска новинарка Кетрин Бенет описала је ту реч као средство за малтретирање, које је већ успело да потисне разговор - а можда чак и истраживање. Године 2017. британска феминистичка ауторка Клер Хеукан тврдила је да се та реч често користила заједно са насилничком реториком, и да је овај насилни језик коришћен за „дехуманизацију жена које су критичне према роду као делу политичког система”, често лезбијки. Британски клинички психолог и медицински социолог Дејвид Пилгрим тврдио је да фразе попут „Убиј ТЕРФ!” или „Удари ТЕРФ!” такође постављају тролови на интернету и да је било других приказа насиља намењених женама означеним као ТЕРФ.
У 2018, британска парламентарна група за злочин из мржње примила је неколико поднесака који су указивали на висок степен напетости између транс активисткиња и феминистичких група које се противе законодавству о трансродним правима, при чему су обе стране детаљно описале инциденте екстремног или увредљивог језика. У извештају се наводи да су неке жене доставиле извештаје у којима се тврди да се жене које се противе сматрању транс жена за жене нападају на интернету и на улици, где се термин „транс-искључујућа радикална феминисткиња” (ТЕРФ) користи као увреда.

## Дебата око увредљивости
Људи на које се односи реч ТЕРФ често је карактеришу као увреду или говор мржње. У прикупљању есеја о „трансродним идентитетима” у јулу 2018. године, британски часопис "The Economist" захтевао је од писаца да избегавају све клевете, укључујући ТЕРФ, наводећи да се та реч користила за покушај да се ућуткају мишљења и понекад подстакне насиље.
Активисткиња за трансродна права и професорка филозофије језика Рејчел Мекинон 2018. године назвала је идеју да је реч ТЕРФ увреда „апсурдном”, рекавши да то што се реч може користити погрдно према женама не значи да је самим тим и увреда.
У августу 2018. седам британских филозофа написало је на веб страници Daily Nous да су два чланка Рејчел Мекинон објављена у часопису „Филозофија и феноменолошка истраживања" нормализовала термин. Они су описали термин као „у најгорем случају увреда, а у најбољем случају погрдан”, и тврдили да је коришћен за оцрњивање оних који се не слажу са доминантним наративом о транс питањима. Као одговор, Ернест Соса, главни уредник часописа, изјавио је да су академици које је часопис консултовао саветовали да би тај израз у једном тренутку могао постати увреда, али да његова употреба као израз оцрњивања у неким контекстима не значи да не може бити коришћен описно у другим контекстима.
У раду за 2020. годину објављеном у часопису за филозофију „Grazer Philosophische Studien”, лингвисти Кристофер Дејвис и Елин Мекреди тврдили су да три својства могу учинити појам увредом: мора бити погрдан према одређеној групи, коришћен за њихово подређивање унутар неке структуре односа моћи, и да подређена група мора бити дефинисана унутрашњим својством. Дејвис и Мекреди су написали да израз ТЕРФ задовољава први услов, али не и трећи, те да је други услов споран, јер зависи од тога како се свака група види у односу на другу групу.
Ауторка Андреа Лонг Чу описала је тврдњу да је ТЕРФ увреда, као жалбу коју не би требало уважити и да није заправо тачна, у смислу да све речи за игнорантне особе с намером и јесу увредљиве.
Феминистичка филозофкиња Талија Меј Бечер тврдила је да је, без обзира на то да ли је израз тачно класификован као увреда, „барем постао увредљив за оне које је израз означио”, што је сугерисало да би га било најбоље избећи у случају да неко жели да има „разговор који премошћује различитости”.
Слично описивању термина ТЕРФ као увредљивог, неки родно критични људи такође тврде да је израз цис увреда.
Свестраначка парламентарна група за злочине из мржње Велике Британије 2018. приметила је да би, због претњи насиљем које су укључивале израз ТЕРФ, „било тешко успешно то пријавити као говор мржње јер није потпуно јасно да ли се злоупотреба односи на лезбијке ... или жене“ (ако се односи на прве, то би могао бити злочин из мржње).
Феминистичка филозофкиња Џудит Батлер оспорила је да је израз "ТЕРФ" увреда у интервјуу за "New Statesman", рекавши: "Питам се како би се звале самопроглашене феминисткиње које желе искључити транс жене из женских простора? Ако се залажу за искључивање, зашто их не би назвали искључивима? Ако себе схватају као припаднике оног соја радикалног феминизма који се противи процесу прилагођавања пола, зашто их не би назвали радикалним феминисткињама?".